# Liste der Kulturdenkmale in Mertert
In der Liste der Kulturdenkmale in Mertert sind alle Kulturdenkmale der luxemburgischen Gemeinde Mertert aufgeführt (Stand: 15. Juli 2025).

## Kulturdenkmale nach Ortsteil

### Mertert
| Bild     | Bezeichnung | Lage                    | Beschreibung | Stufe | Eingetragen seit |
| -------- | ----------- | ----------------------- | ------------ | ----- | ---------------- |
| Gebäude  | Gebäude     | 31, rue du Parc (Karte) |              | PCN   | 2. Juni 2021     |
| Gebäude  | Gebäude     | 1, rue du Parc (Karte)  |              | PCN   | 26. Januar 2023  |
| Pavillon | Pavillon    | Gemeindepark (Karte)    |              | IS    | 7. März 2016     |

### Wasserbillig
| Bild           | Bezeichnung                             | Lage                                 | Beschreibung | Stufe | Eingetragen seit  |
| -------------- | --------------------------------------- | ------------------------------------ | ------------ | ----- | ----------------- |
| Wohnhaus       | Wohnhaus                                | 43, Grand-Rue (Karte)                |              | PCN   | 2. April 2015     |
| Weitere Bilder | Pfarrkirche Wasserbillig                | Grand-Rue/route d’Echternach (Karte) |              | PCN   | 22. November 2019 |
| Gebäude        | Gebäude                                 | 16, route d’Echternach (Karte)       |              | PCN   | 6. November 2020  |
| Gebäude        | Gebäude                                 | 13, route de Luxembourg (Karte)      |              | PCN   | 23. Juli 2021     |
|                | ehemaliger Lokomotivschuppen            | (Karte)                              |              | PCN   | 19. Oktober 2022  |
|                | Gebäude                                 | 5, route de Luxembourg (Karte)       |              | PCN   | 29. Juli 2024     |
|                | mittelalterlicher Keller eines Gebäudes | 70, Grand-Rue (Karte)                |              | IS    | 14. Mai 1991      |

Legende: PCN – Immeubles et objets bénéficiant des effets de classement comme patrimoine culturel national; IS – Immeubles et objets inscrits à l’inventaire supplémentaire

## Quelle
- Liste des immeubles et objets beneficiant d’une protection nationales, Nationales Institut für das gebaute Erbe, Fassung vom 11. Juli 2022, S. 91 (PDF)

- Karte mit allen Koordinaten:
- OSM |
- WikiMap

Bad Mondorf |
Bartringen |
Bauschleiden |
Bech |
Beckerich |
Befort |
Berdorf |
Bettemburg |
Bettendorf |
Betzdorf |
Bissen |
Biwer |
Burscheid |
Bous-Waldbredimus |
Clerf |
Colmar-Berg |
Consdorf |
Contern |
Dalheim |
Diekirch |
Differdingen |
Dippach |
Düdelingen |
Echternach |
Ell |
Ernztalgemeinde |
Erpeldingen an der Sauer |
Esch an der Alzette |
Esch an der Sauer |
Ettelbrück |
Fels |
Feulen |
Fischbach |
Flaxweiler |
Frisingen |
Garnich |
Goesdorf |
Grevenmacher |
Grosbous-Wahl |
Habscht |
Heffingen |
Helperknapp |
Hesperingen |
Junglinster |
Käerjeng |
Kayl |
Kehlen |
Kiischpelt |
Koerich |
Kopstal |
Lenningen |
Leudelingen |
Lintgen |
Lorentzweiler |
Luxemburg |
Mamer |
Manternach |
Mersch |
Mertert |
Mertzig |
Monnerich |
Niederanven |
Nommern |
Parc Hosingen |
Petingen |
Préizerdaul |
Pütscheid |
Rambruch |
Reckingen/Mess |
Redingen/Attert |
Reisdorf |
Remich |
Roeser |
Rosport-Mompach |
Rümelingen |
Saeul |
Sandweiler |
Sassenheim |
Schengen |
Schieren |
Schifflingen |
Schüttringen |
Stadtbredimus |
Stauseegemeinde |
Steinfort |
Steinsel |
Strassen |
Tandel |
Ulflingen |
Useldingen |
Vianden |
Vichten |
Waldbillig |
Walferdingen |
Weiler zum Turm |
Weiswampach |
Wiltz |
Winseler |
Wintger |
Wormeldingen